# Tarnschrift

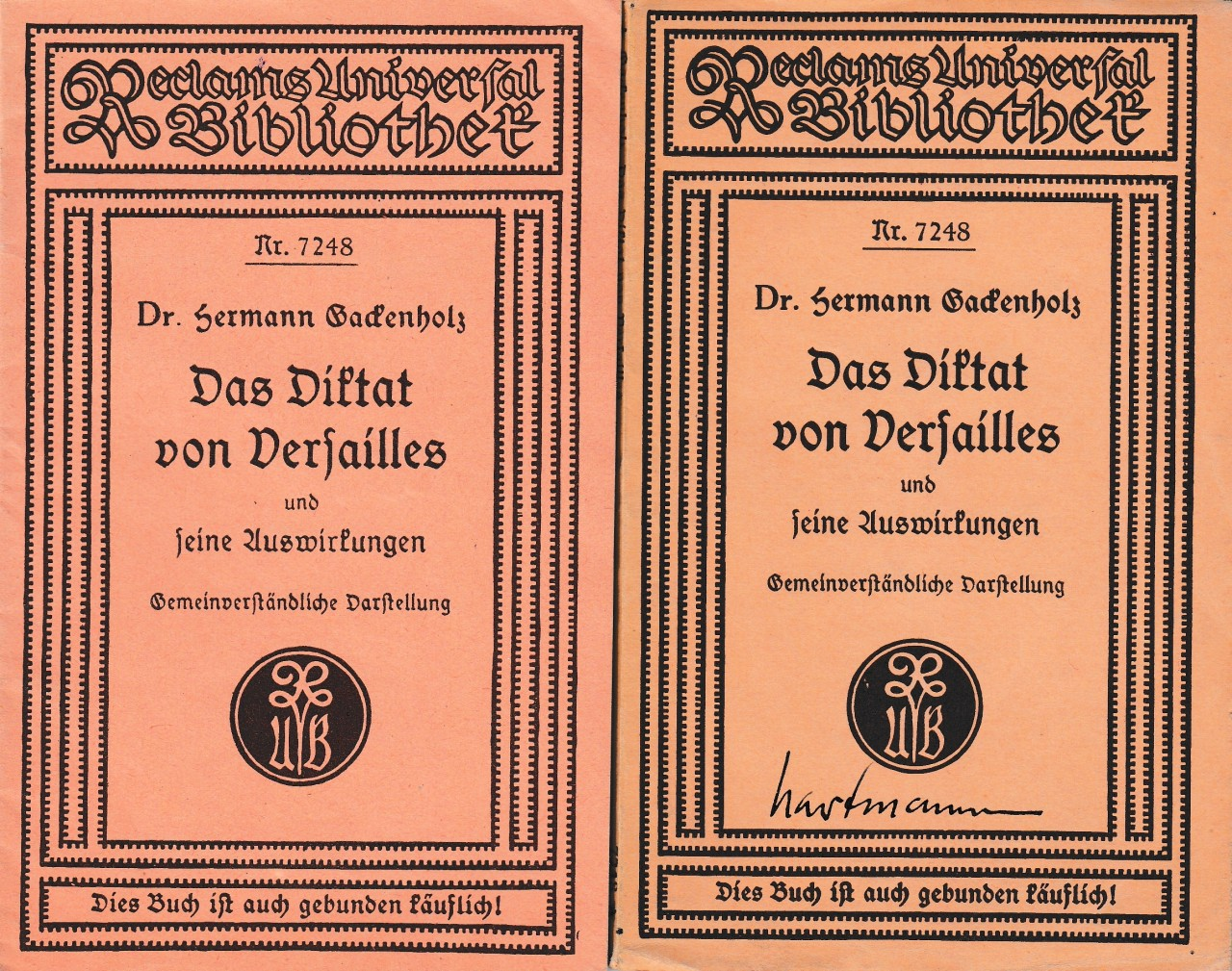
Tarnschrift von 1935 (links), die das Manifest der Kommunistischen Partei enthält und ein Heft aus Reclams Universal-Bibliothek (rechts) imitiert.

Als Tarnschrift wird ein literarisches Werk bezeichnet, das den eigentlichen Urheber bzw. den eigentlichen Inhalt des Werks verschleiert.

## Geschichte
Unter Tarnschrift wurden insbesondere Werke veröffentlicht, bei welchen der Urheber oder der Inhalt des Werks unter Zensur standen. Um die Zensur zu umgehen, wurden bei den Büchern, Schriften oder sonstigen Werken die Inhalte und/oder der Urheber verfälscht. Beispielsweise wurden in der Zeit des Nationalsozialismus Texte des NS-kritischen Schriftstellers Thomas Mann der Marke Lyon’s Tee unauffällig beigelegt.
Des Weiteren wurden auf ähnlichem Weg Bauanleitungen zu Radioempfängern verbreitet, mit denen es möglich war, Feindsender zu empfangen. Weitere Beispiele, die unter den Begriff Tarnschrift fallen, waren Tipps, die zur Vortäuschung von Krankheiten verbreitet wurden, mit denen man sich dem Kriegsdienst im Zweiten Weltkrieg entziehen konnte.
Tarnschriften wurden häufig mit unverfänglichen Umschlägen verbreitet, bei denen der eigentliche Inhalt nicht erkennbar war.